# La FM Plus
La FM Plus es una emisora de radio colombiana de carácter musical, propiedad de RCN Radio. Se lanzó el 4 de agosto de 2025, con cobertura únicamente en las ciudades de Bogotá, Medellín, Cali y Bucaramanga. La estación está dirigida a la generación que creció durante las décadas de 1980 y 1990, combinando una programación de clásicos musicales con una presentación sonora moderna.

## Historia
La emisora nace gracias a los cambios que se gestaron en varios sistemas de la casa matriz, donde  La FM  pasa a ser una emisora de contenido totalmente hablado, de esa reestructuración La FM+/La FM Plus continuará con los contenidos musicales de la cadena anteriormente mencionada, con enfoque en la música de los años 80s, 90s, 2000s y algunas canciones recientes. 

## Frecuencias
| Ciudad      | Frecuencia | Código de identificación |
| ----------- | ---------- | ------------------------ |
| Bogotá      | 93.9 FM    | HJVC                     |
| Bucaramanga | 106.7 FM   | HJYC                     |
| Cali        | 98.0 FM    | HJQ53                    |
| Medellín    | 96.9 FM    | HJIK                     |

También está disponible a nivel nacional por el canal 852 de Claro.